# 钦格伦萨纳·坎古贾姆
钦格伦萨纳·坎古贾姆（Chinglensana Kangujam，1991年12月2日—），生于曼尼普尔邦，印度男子曲棍球运动员，司职后卫，2014年亚洲运动会男子曲棍球金牌得主、2018年亚洲运动会男子曲棍球铜牌得主。